# 罗昆山国家公园
罗昆山国家公园（挪威語：Rohkunborri nasjonalpark）是位於挪威特罗姆斯的一處國家公園，成立於2011年。罗昆山国家公园的面積達571-平方（220-平方英里），是棕熊、狼獾、猞猁、貓頭鷹，隼、馴鹿等動物的棲息地。